# نسبت کنار گذر
نسبت کنار گذر (انگلیسی: bypass ratio) یک موتور توربوفن، نسبت بین سرعت جریان جرم هوای کنار گذر از سرعت جریان جرم هوایی است که وارد هسته موتور می‌شود.  به عنوان مثال ، یک نسبت کنار گذر ۱۰: ۱ به این معنی است که ۱۰ کیلوگرم هوا به ازای هر ۱ کیلوگرم هوایی که از هسته موتور عبور می‌کند از مجرای کنار گذر  می‌گذرد. 
کنار گذر مصرف سوخت کمتری را برای همان موتور به همراه دارد که به عنوان مصرف سوخت ویژه رانش (گرم / ثانیه برای هر واحد رانش در KN با استفاده از واحدهای SI ) اندازه گیری می شود. موتورهای توربوپروپ با نسبت کنار گذر زیاد مصرف سوخت کمتری نسبت به دیگر موتورها دارند که در این دسته از موتورهای جت از یک پروانه به جای فن ورودی موتور استفاده می‌شود.    

### نسبت کنار گذر چند نوع موتور
| نام موتور                       | کاربردهای اصلی                                                          | نسبت کنار گذر |
| ------------------------------- | ----------------------------------------------------------------------- | ------------- |
| توربوجت                         | هواپیمای جت, کنکورد (هواپیما)                                           | 0.0           |
| SNECMA M88                      | داسو رافال                                                              | 0.30          |
| جنرال الکتریک اف۴۰۴             | مک‌دانل داگلاس اف/ای-۱۸ هورنت, T-50, لاکهید اف-۱۱۷ نایت‌هاوک              | 0.34          |
| پرت اند ویتنی اف۱۰۰             | جنرال داینامیکس اف-۱۶ فایتینگ فالکن, مک‌دانل داگلاس اف-۱۵ ایگل           | 0.36          |
| Eurojet EJ200                   | یوروفایتر تایفون                                                        | 0.4           |
| Klimov RD-33                    | میگ-۲۹, ایلیوشین ایل-۱۰۲                                                | 0.49          |
| Saturn AL-31                    | سوخو-۲۷, سوخو-۳۰, چنگدو جی-۱۰                                           | 0.59          |
| Kuznetsov NK-144A               | توپولف تو-۱۴۴                                                           | 0.6           |
| پرت اند ویتنی جی‌تی۸دی           | مک‌دانل داگلاس دی‌سی-۹, مک‌دانل داگلاس ام‌دی-۸۰, بوئینگ ۷۲۷, بوئینگ ۷۳۷     | 0.96          |
| Soloviev D-20P                  | توپولف تو-۱۲۴                                                           | 1.0           |
| Kuznetsov NK-321                | توپولف تو-۱۶۰                                                           | 1.4           |
| GE Honda HF120                  | HondaJet                                                                | 2.9           |
| رولز-رویس آربی.۱۸۳ تای          | گلف‌استریم ۴, فوکر ۷۰, فوکر ۱۰۰                                          | 3.1           |
| جنرال الکتریک سی‌اف۶-50          | ایرباس ای۳۰۰, مک‌دانل داگلاس دی‌سی-۱۰-30,لاکهید سی-۵ گالکسیM Super Galaxy | 4.26          |
| PowerJet SaM146                 | سوخو سوپرجت ۱۰۰                                                         | 4.43          |
| رولز-رویس آربی۲۱۱-22B           | لاکهید ال-۱۰۱۱ تری‌استار                                                 | 4.8           |
| پرت اند ویتنی پی‌دابلیو۴۰۰۰-94   | ایرباس ای۳۰۰, ایرباس ای۳۱۰, بوئینگ ۷۶۷, بوئینگ ۷۴۷–۴۰۰                  | 4.85          |
| Progress D-436                  | یاکوولف یاک-۴۲, Be-200, آنتونوف-۱۴۸                                     | 4.91          |
| جنرال الکتریک سی‌اف۶-80C2        | ایرباس ای۳۰۰, بوئینگ ۷۴۷–۴۰۰, مک‌دانل داگلاس ام‌دی-۱۱, ایرباس ای۳۱۰       | 4.97-5.31     |
| رولز-رویس ترنت ۷۰۰              | ایرباس ای۳۳۰                                                            | 5.0           |
| پرت اند ویتنی جی‌تی۹دی           | بوئینگ ۷۴۷, بوئینگ ۷۶۷, ایرباس ای۳۱۰, مک‌دانل داگلاس دی‌سی-۱۰             | 5.0           |
| سی‌اف‌ام اینترنشنال سی‌اف‌ام۵۶-7B   | بوئینگ ۷۳۷                                                              | 5.1-5.5       |
| سی‌اف‌ام اینترنشنال سی‌اف‌ام۵۶-5B   | ایرباس ای۳۱۸, ایرباس ای۳۱۹, خانواده ایرباس ای۳۲۰, ایرباس ای۳۲۱          | 5.4-6.0       |
| Progress D-18T                  | آنتونوف ای‌ان-۱۲۴, آنتونوف-۲۲۵                                           | 5.6           |
| پرت اند ویتنی پی‌دابلیو۲۰۰۰      | بوئینگ ۷۵۷, بوئینگ سی-۱۷ گلوبمستر ۳                                     | 5.9           |
| رولز-رویس ترنت ۵۰۰              | ایرباس ای۳۴۰-500/600                                                    | 7.6           |
| جنرال الکتریک تی‌اف۳۹            | لاکهید سی-۵ گالکسی                                                      | 8.0           |
| Aviadvigatel PD-14              | ایرکوت ام‌سی-۲۱                                                          | 8.5           |
| رولز-رویس ترنت ۹۰۰              | ایرباس ای۳۸۰                                                            | 8.7           |
| جنرال الکتریک جی‌ئی۹۰            | بوئینگ ۷۷۷                                                              | 8.4-9         |
| سی‌اف‌ام اینترنشنال لیپ-1B        | بوئینگ ۷۳۷                                                              | 9.0           |
| رولز-رویس ترنت ایکس‌دابلیوبی     | ایرباس ای۳۵۰                                                            | 9.3           |
| جنرال الکتریک جی‌ئی‌ان‌ایکس        | بوئینگ ۷۴۷–۸, بوئینگ ۷۸۷ دریم‌لاینر                                      | 9.6           |
| جنرال الکتریک جی‌ئی۹ ایکس        | بوئینگ ۷۷۷ایکس                                                          | 10.0          |
| رولز-رویس ترنت ۱۰۰۰             | بوئینگ ۷۸۷ دریم‌لاینر                                                    | 10.0          |
| RR Trent 7000                   | ایرباس ای۳۳۰نئو                                                         | 10.0          |
| سی‌اف‌ام اینترنشنال لیپ-1A, 1C    | خانواده ایرباس ای۳۲۰نئو, کوماک سی۹۱۹                                    | 11.0          |
| پرت اند ویتنی پی‌دابلیو۱۰۰۰جی    | ایرباس ای۲۲۰                                                            | 12.0          |
| پرت اند ویتنی پی‌دابلیو۱۰۰۰جی    | خانواده ایرباس ای۳۲۰نئو                                                 | 12.5          |
| Kuznetsov NK-93                 | ایلیوشین ایل-۷۶LL testbed aircraft                                      | 16.6          |
| جنرال الکتریک جی‌ئی۳۶            | بوئینگ ۷۲۷, مک‌دانل داگلاس ام‌دی-۸۰ testbed aircraft                      | 35            |
| پرت اند ویتنی/الیسون ۵۷۸-دی‌ایکس | مک‌دانل داگلاس ام‌دی-۸۰ testbed aircraft                                  | 56            |
| PWC PT6 / PWC PW100 turboprops  | Super King Air / ای‌تی‌آر ۷۲                                              | 50-60         |